# オフィス街

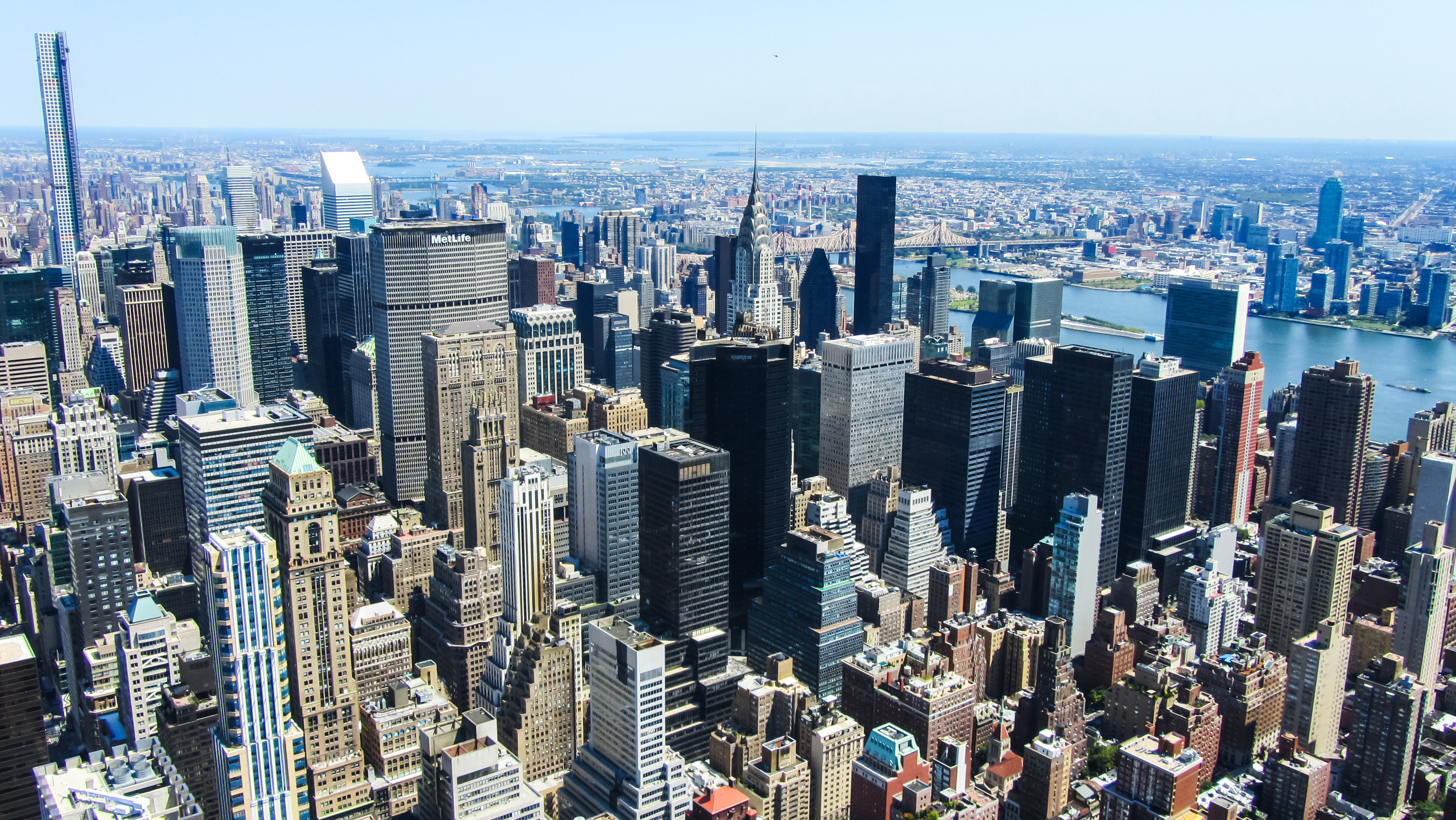
マンハッタン区（マンハッタン島）
アメリカ合衆国ニューヨーク州ニューヨーク市

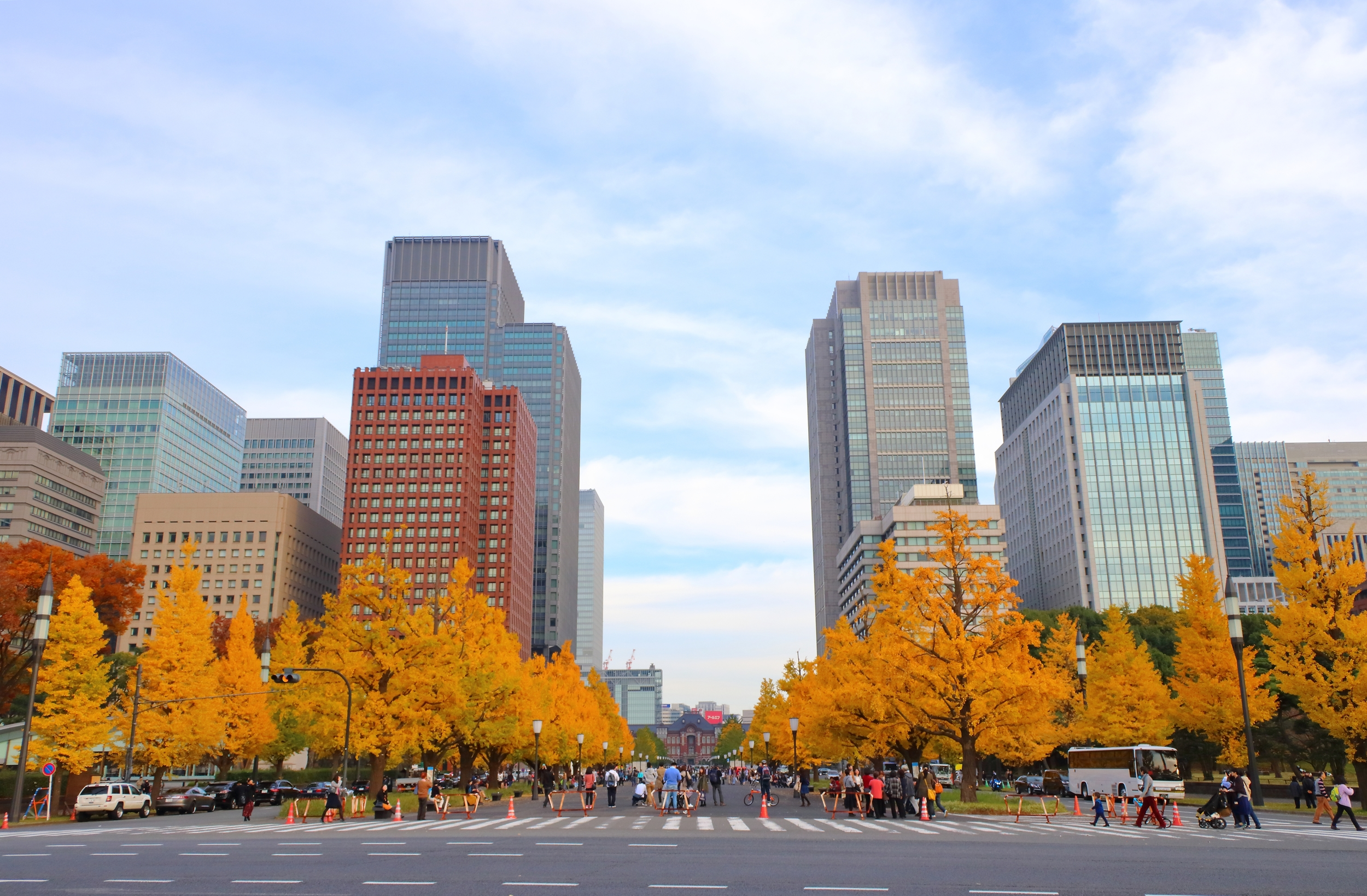
丸の内
（東京都千代田区）

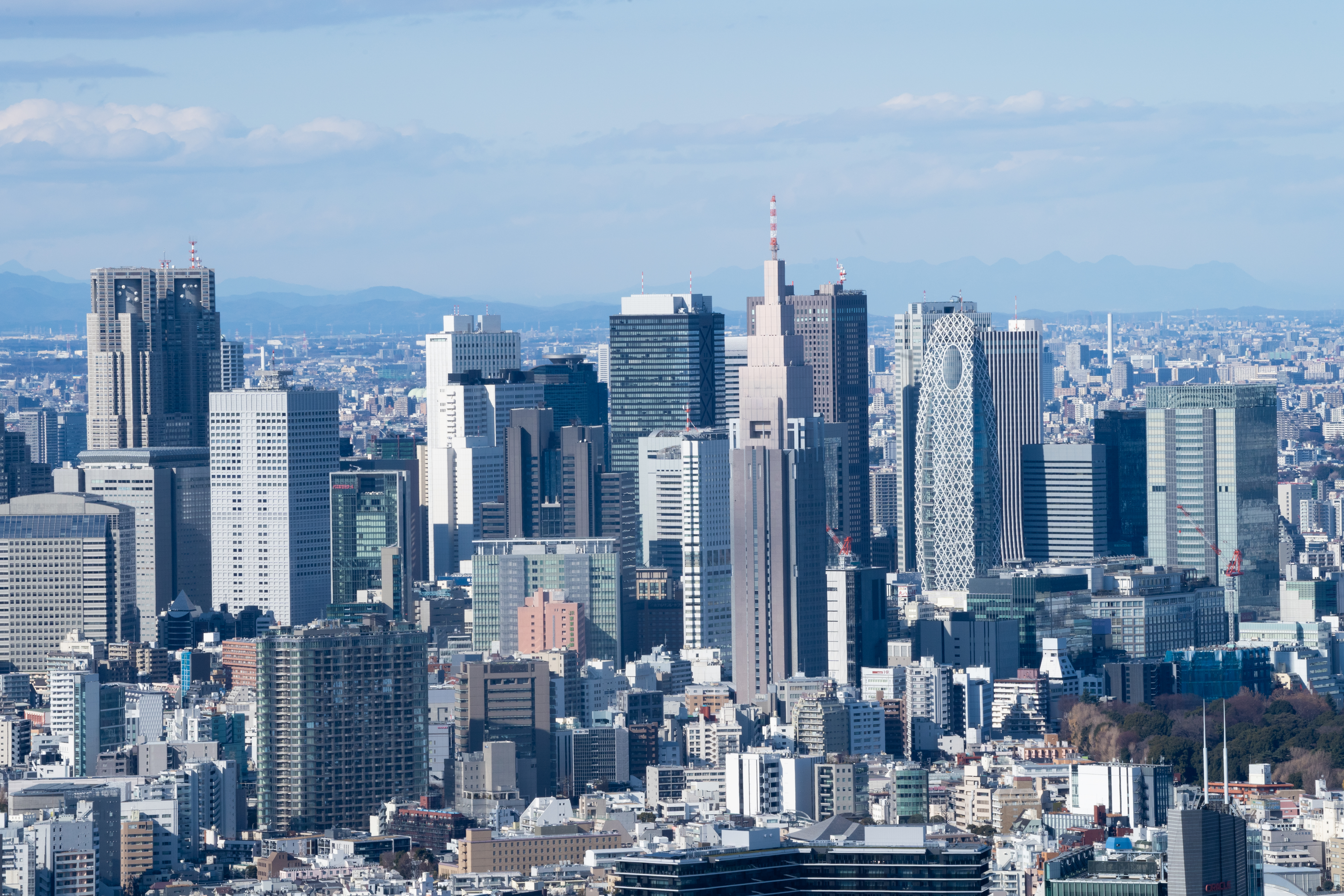
西新宿
（東京都新宿区、新宿副都心）

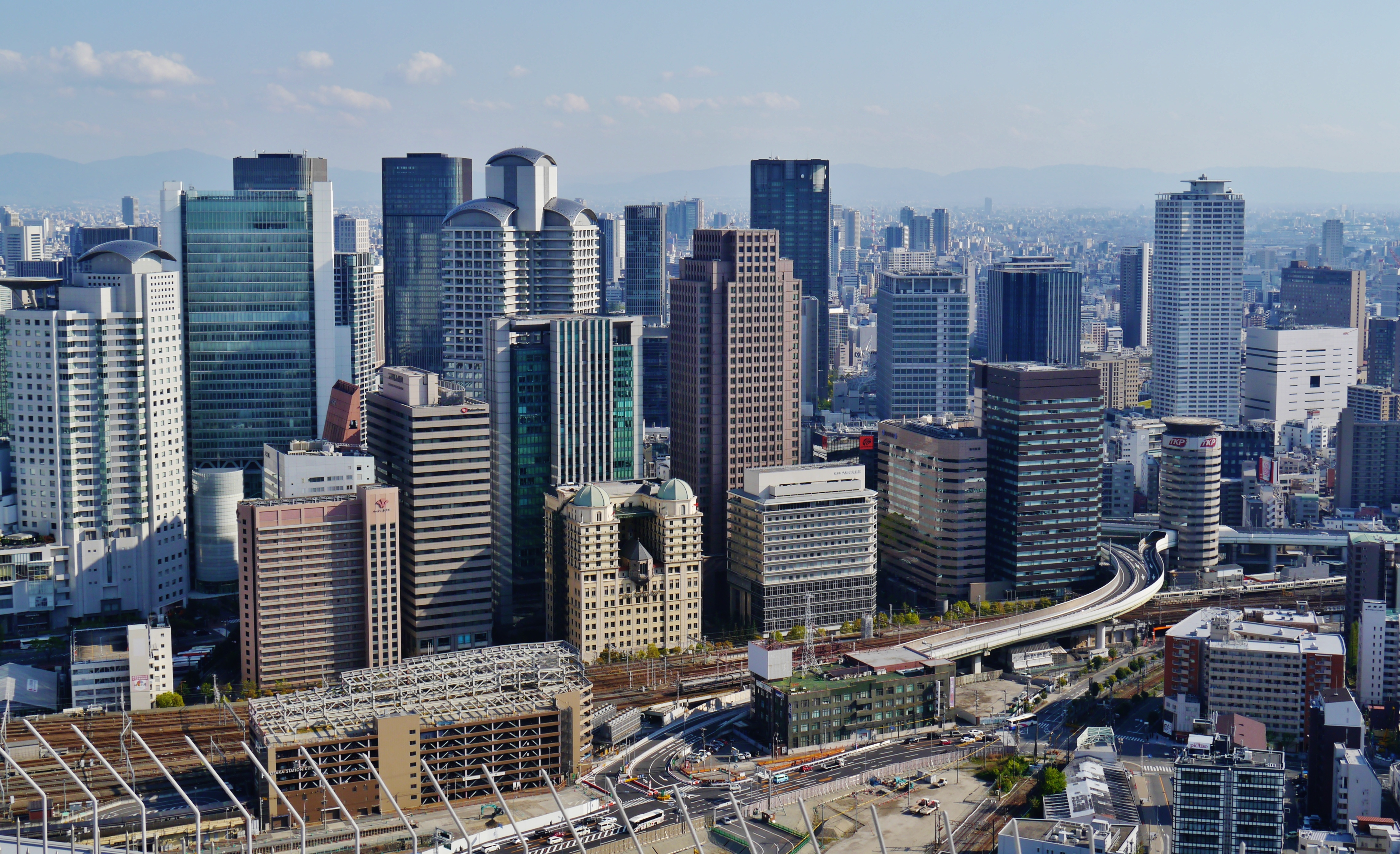
梅田
（大阪府大阪市北区）

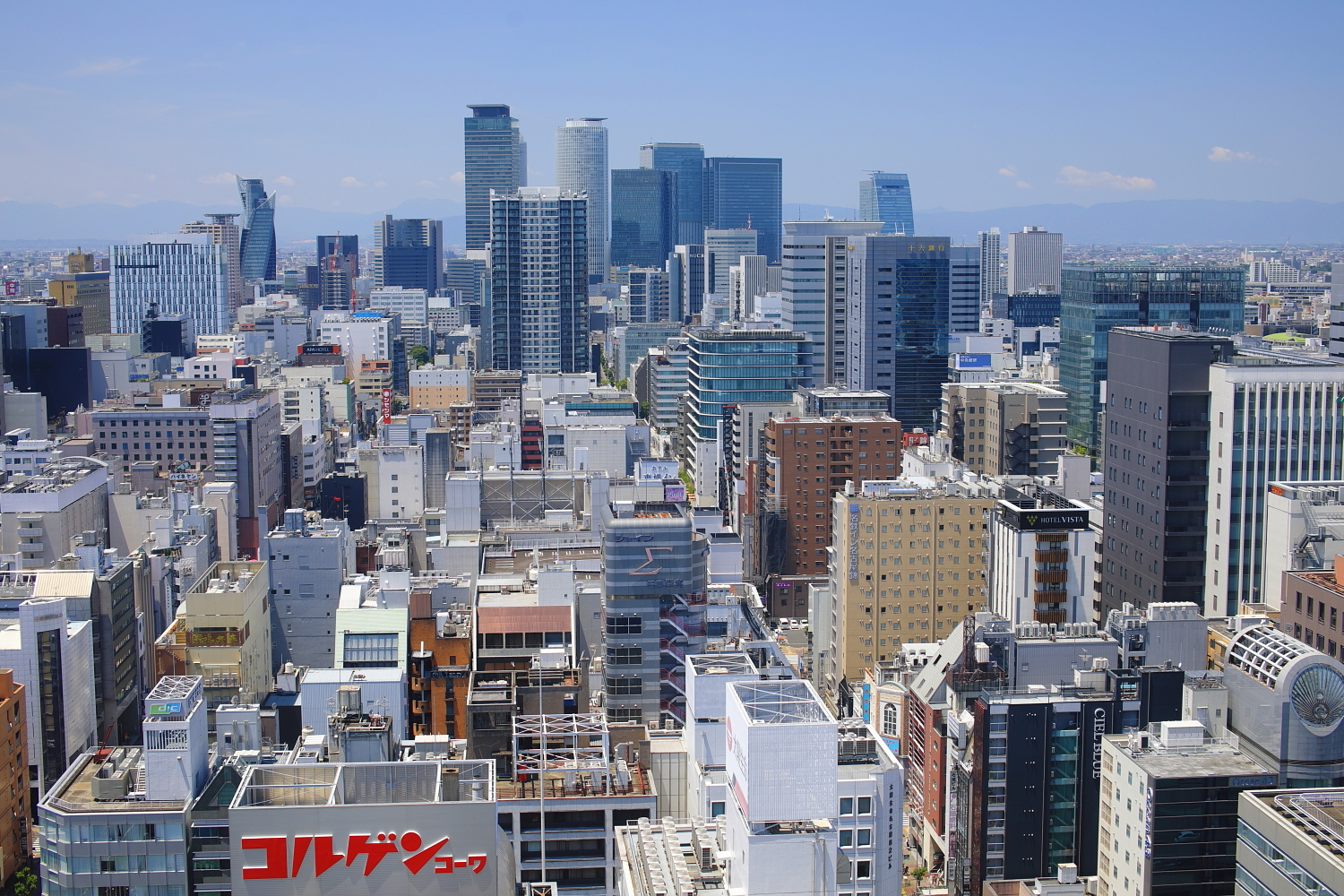
名駅
（愛知県名古屋市中村区・西区）

オフィス街（オフィスがい）またはビジネス街（ビジネスがい）は、都市圏において企業、会社などのオフィスやそのオフィスビルが集中して所在する区域。

## 概要
オフィス街は、通勤のために交通が発達し、ビジネス（商業から人材派遣・製造業事務まで多様）を支援する付随業種も立地・集中する。一般的に都心部に発達している。郊外の通勤圏内には大小の衛星都市が存在し、オフィス街はそういった周辺域から通勤する人材を集める一方、衛星都市もそういったオフィス街での労働者から住民税などの税収を得て相互機能している。大都市圏の場合、中心業務地区（Central Businesses District、CBD）とも呼ばれる。
オフィス街の多くは鉄道駅から通りが延長されている、周囲に発達した都市高速道路網が張り巡らされているなど通勤の便がよい立地に発展する。またバスや路面電車のような各種公共交通機関により、より広い範囲に拡大したものもみられる。法律上は商業地に分類され、また実際商業地と重なる地域に発展しているが、デパートなど大規模小売店などが集積する繁華街や、夜の店が中心の歓楽街とは都市設計の段階で通りが分けられる傾向がある。ただし地方都市では都市計画の都合から、それらの区分けがやや曖昧な場合もある。
地域内には様々なオフィス街を支える業態が集まるが、スプロール化しているような都市構造の場合では、新旧様々な建物や業態が交じり合うことにより都市利便性の機能を損なっていることもあり、再開発、区画整理などを必要としている地域も見られる。

### オフィス街で見られる付随業種
- 金融機関（金融街）
- 文房具販売店
- バイク便、自転車便などのメッセンジャー業
- 大衆食堂 - ファーストフード - 喫茶店（軽食堂）
- コンビニエンスストア

## 建物
開発の進んだオフィス街では高層ビルディングなど高層・高密度化したオフィスビルが集中することもあるが、そういった高層オフィスビルは賃貸料も高くなりがちであるため、それを購えるだけの主要企業が集中する。その一方で高層ビル周辺にあるそれほど高くないビルディングには中小の企業が入居するが、それらは一等地にそびえる高層オフィスビルほどには交通の便はよくない。
その一方でオフィスオートメーションが中小企業にも導入され始めた時代よりインテリジェントビルの需要は増大、立て替えなどでインテリジェントビルが導入されるところも目立つ。

## 問題点
しかしこういった地域では、マンションやアパートなどの住宅としての建物は相対的にかなり少なくなるので、ドーナツ化現象と呼ばれる住民の空白地帯が顕著化する。こと拡大したオフィス街では地元自治体は住民税が得られないため企業からの税収に依存する。また住民の空白化が進行するとサービス業従業員やビルメンテナンス業などオフィス街とは切っても切れないはずの非ホワイトカラー労働力が不足するなどの問題も見られる。
大規模なオフィス街においては、郊外の衛星都市から短時間の間に大量の通勤者が押し寄せるため、慢性的な通勤電車の混雑や高速道路をはじめとする周辺道路の渋滞も見られる。オフィス街での労働者にとっても、本来業務の遂行に向けられるべきエネルギーが通勤に費やされる結果となっている。
アメリカ合衆国やイギリスなどでは、オフィス街における住民の空白化が進行した結果、オフィス街に近接するインナーシティと呼ばれる地域には自動車を購入できず、長距離の通勤ができない貧困層が集中することがある。こうした地域では、もともと環境がよくない上に夜になってオフィスが閉まると人通りがなくなるため、犯罪の温床となりやすい。こうした現象を都心の荒廃という。顕著な例としてはデトロイトなどが挙げられる。

## 著名なオフィス街

### 日本

#### ☆政令指定都市及び支店経済都市（準地方中枢市）のオフィス街
- 札幌市 - 札幌駅～大通公園
- 仙台市 - 青葉通り～広瀬通り
- 千葉市 - 幕張新都心
- さいたま市 - 大宮・さいたま新都心
- 東京都 - ・丸の内・大手町・有楽町（日比谷）・霞ヶ関・日本橋・新宿（西新宿）・六本木・赤坂・虎ノ門・新橋（汐留）・品川（港南）・大崎・渋谷・池袋
- 横浜市 - 関内・みなとみらい地区
- 新潟市 - 古町・万代・新潟駅
- 金沢市 - 上堤町～南町～香林坊
- 名古屋市 - 栄・久屋大通・伏見・丸の内・名駅・金山
- 京都市 - 烏丸御池～四条烏丸・京都駅周辺
- 大阪市 - 船場・中之島・本町・堂島・北浜・梅田（大阪駅周辺）・難波・天王寺・弁天町・大阪ビジネスパーク（OBP）・新大阪・京橋
- 神戸市 - 三宮～元町・神戸駅周辺～新開地
- 高松市 - 中央通り（寿町～紺屋町～栗林公園前）
- 岡山市 - 桃太郎通り・市役所筋
- 広島市 - 紙屋町～袋町
- 北九州市 - 小倉駅〜西小倉駅
- 福岡市 - 天神・博多駅
- 熊本市 - 水道町～通町筋～桜町・熊本駅

#### ☆その他主な小規模オフィス集積地
- 盛岡市 - 中央通り・大通り
- 川口市 - 川口駅周辺
- 府中市 - 府中インテリジェントパーク
- 津市‐ 丸之内、羽所町・栄町・広明町
- 大津市 - 浜大津～膳所
- 姫路市 ‐ 駅南大路・大手前通り
- 徳島市 - 徳島駅周辺
- 松山市 ‐ 千舟町
- 長崎市 - 万才町～興善町
- 大分市 - 府内町・金池町
- 宮崎市 - 高千穂通り
- 鹿児島市 - 県道21号（鹿児島中央～天文館）
- 他多数

### アメリカ合衆国
- ニューヨーク - マンハッタン

### イギリス
- ロンドン - シティ・オブ・ロンドン

### フランス
- パリ近郊 - ラ・デファンス

### シンガポール
- シンガポール - ラッフルズ・プレイス